# Schoenoplectiella dissachantha
Schoenoplectiella dissachantha är en halvgräsart som först beskrevs av Stanley Thatcher Blake, och fick sitt nu gällande namn av Kaare Arnstein Lye. Schoenoplectiella dissachantha ingår i släktet Schoenoplectiella och familjen halvgräs. Inga underarter finns listade i Catalogue of Life.